# Église Saint-Juvin de Juvigny
L'église Saint-Juvin est une église située à Juvigny, en France.

## Localisation
L'église est située sur la commune de Juvigny, dans le département de l'Aisne.

## Historique
Elle est dédiée à Juvin le porcher, saint du IXe siècle.